# Televisió a Portugal

Una televisió amb una bandera portuguesa

La televisió a Portugal va començar a emetre a la dècada del 1950. Els primers canals de televisió eren públics.
Les primeres emissions eren en blanc i negre, però de forma general el país s'ha anat adaptant al panorama tècnic europeu al mateix ritme, de vegades més lent que la resta de països europeus.
Els privats només entraren en funcionament a la dècada del 1990 alhora que ho feia el teletext.
La pantalla panoràmica (16:9) s'estrena a la dècada del 2010, però la televisió digital terrestre al final de la dècada del 2000.
Actualment el senyal gratuït distribuït a Portugal compta amb set canals de televisió. Les emissions de tots els canals nacionals són en llengua portuguesa.

## Història de la televisió a Portugal

### Televisió hertziana analògica

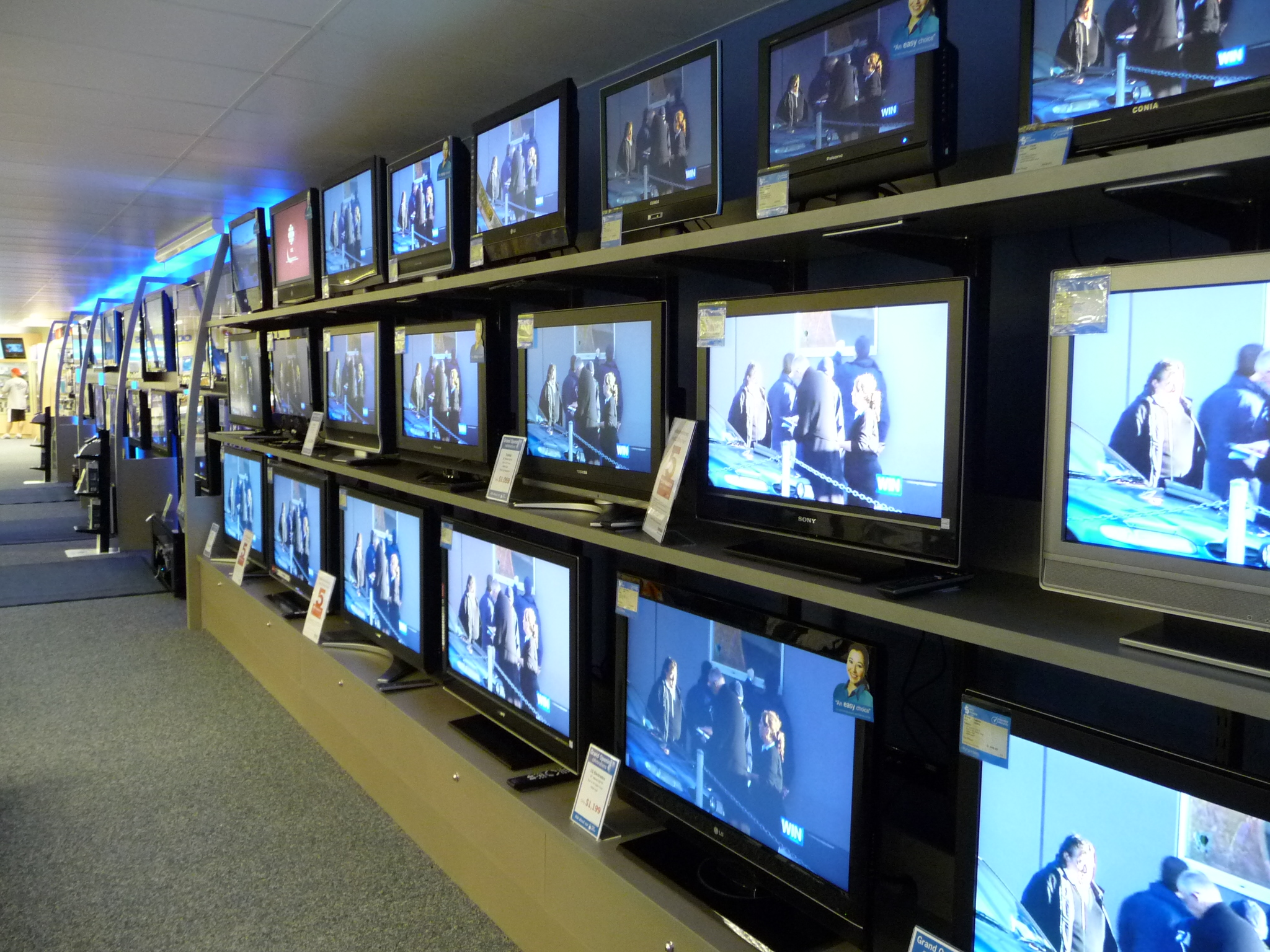
Televisions a la venda en una botiga.

Les primeres emissions de televisió a Portugal foren promogudes per l'Estat, qui creà el seu propi canal de televisió, Ràdio i Televisió de Portugal, abreujat RTP i escrit en llengua portuguesa, Rádio e Televisão de Portugal. Les primeres emissions experimentals de l'RTP daten del 4 de setembre de 1956. Es feren coincidir amb la festa popular de Lisboa, capital del país. El 7 de març de 1957 acabaren les proves i finalment l'Estat pogué emetre l'emissió regular a partir de dos quarts de deu. Les primeres emissions, com a senyal analògic.
Aleshores el país vivia submergit en una dictadura feixista i per aquest motiu les emissions es feien des d'una òptica propagandística. El règim no podia ser criticat i existien nombroses normes que enquadraven les emissions per tal de perllongar la continuïtat del règim. I és que el règim tenia sota censura tots els mèdia del país.
Amb la caiguda de la dictadura durant la Revolució dels Clavells, els mèdia s'alliberen. Es gaudix de més llibertat donada la situació de feblesa del règim. La dècada dels anys 1970 s'omple de nous canals de televisió.
- El 25 de desembre de 1968, el règim obre l'RTP2
- El 6 d'agost de 1972, el règim obre el canal autonòmic RTP Açores
- El 10 d'agost de 1975, el règim obre el canal autonòmic RTP Madeira

Hui el canal RTP2 és dedicat exclusivament a la cultura, RTP Açores i Madeira reben programació diferida de l'RTP1, però amb programació pròpia afegida.
A banda de la incorporació de les emissions autonòmiques per a les illes portugueses, també s'emeteren les primeres emissions de color que començaren l'any 1975 amb les eleccions a l'Assemblea Constituent de la qual neix la República Portuguesa actual, un règim democràtic i liberal. Tot i això, cal dir que l'emissió en color no fou sistemàtica i es va difondre alternativament fins al 7 de març de 1980, quan l'operadora estatal ja disposa dels mitjans tècnics per emetre integralment en color.
El Festival de la Cançó d'Eurovisió es va escollir com a programa per presentar el color al públic portuguès. En efecte, l'RTP1 resolgué estrenar un concurs públic televisat per triar candidat per al Festival d'Eurovisió. L'any 1979 la Unió Europea obliga el canal públic a emetre els Jocs Sense Fronteres que conforma una altra emissió més de les primeres en color.
A la dècada dels anys 1990 entren en circulació més canals de televisió, aquesta vegada privats.
- l'any 1992 obre el canal RTP Internacional
- entre l'any 1992 i 1993 obren SIC i TVI

El canal TVI s'estrena amb una altra nomenclatura, "4", pronunciat "quatro" en portuguès. Hi tenia tot el sentit atès que efectivament era ja el quart canal que s'obria al país. El nou canal, endemés, aportà les primeres emissions en so estèreo, fent competència directa amb SIC i RTP, els quals s'adaptaren més tard, en primer lloc l'Estat i tot seguit SIC. A banda, obren les primeres emissions per cable. Davant la competència, la Rádio e Televisão de Portugal resol incorporar el teletext a les seues emissions regulars. Es pondera igualment la possibilitat d'obrir canals regionals.
- l'any 1997 es fan passes per a obrir el canal regional TV Oeiras a la regió de Liboa, però finalment es desestimà[1]

Cap a la dècada dels anys 2000 el mercat televisiu portuguès introduïx les televisions de plasma. El canal TVI es troba igualment en l'origen de les primeres emissions en pantalla panoràmica (16:9). La competència no va seguir i la novetat és introduïda en tardança. De fet, el panoràmic només s'imposa a la dècada del 2010.

### Televisió digital terrestre

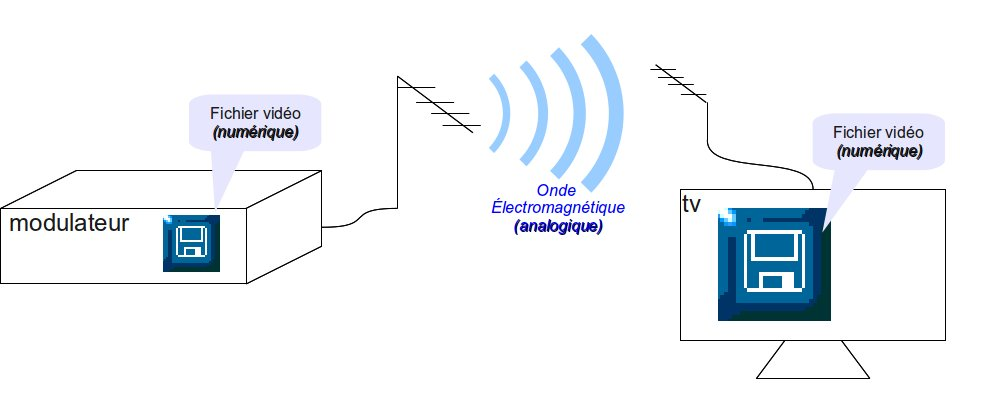
Retransmissió per televisió digital terrestre

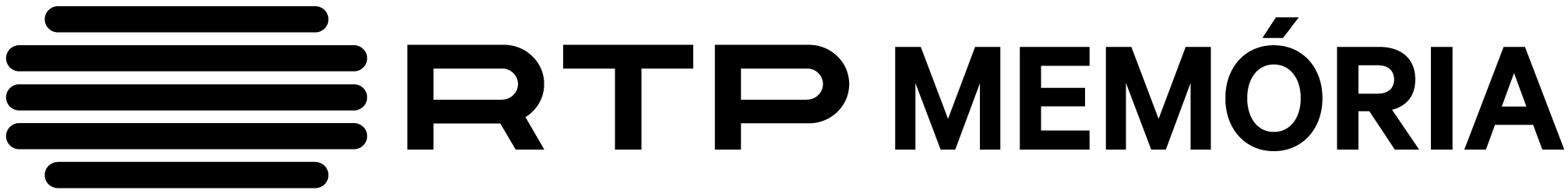
Primer canal de televisió digital terrestre portuguès

És amb la iniciativa de la Unió Europea d'introduir obligatòriament la televisió digital terrestre a totes les llars dels països membres que la televisió digital entra a les cases portugueses. Tot i això, ho fa de forma desigualada si comparem a la resta de països membres a proximitat de Portugal. És a dir, per bé que el país emprengué les primeres proves l'any 1998 i que introduïra ja les primeres emissions amb èxit entre els anys 2002 i 2003, l'oferta televisiva no va millorar sensiblement.
La televisió digital aparix l'any 1998 a Suècia i Anglaterra i, Portugal, s'interessa ben aviat. Mira d'emetre en proves en ocasió de l'Exposició Universal de 1998, que el país acollia. També va aprofitar el cas per provar amb emissions de ràdio digital (DAB). L'RTP2 opta, de fet, per emetre reportatges de l'exposició mitjançant les plataformes digitals.
Malgrat tot, les veritables emissions en digital aparixen l'octubre del 2008, en fase de proves, a partir del retransmissor de Palmela.
A Portugal les crítiques creixeren aviat perquè Espanya ja havia adaptat al format digital i gaudia del doble de canals de televisió en comparació a l'oferta analògica anterior. A Europa, la TDT es va traduir en una oferta televisiva més gran, el gros amb canals de televisió temàtics. Portugal resta durant molt de temps a l'espera de la introducció d'un cinquè canal privat.
És l'estat mateix qui opta per obrir el seus canals temàtics:
- RTP3, canal d'informació
- RTP Memória, canal dedicat a la nostàlgia

Posteriorment, tot seguint també la tendència europea, l'estat resol obrir un altre canal temàtic més dedicat únicament a emetre les sessions del parlament, l'ARTV o Televisió de l'Assemblea de la República. El sector privat continua sense interessar-se en la creació de canals temàtics. El gros de la població es veu obligada a contractar el cable.
Vora el final de la dècada dels anys 2010 el país ha realitzat l'apagada analògica.

#### Balanç de la transició digital
A Portugal s'hi va considerar de forma general després de tot el procés d'introducció del senyal digital que la implantació ha trigat i s'ha dut a terme per tal d'afavorir la televisió de pagament. De fet, en el moment de l'apagada analògica, es van deixar milions de persones sense televisió i sense informació de com fer-s'ho per canviar els televisors o comprar aparells digitals.
La problemàtica va començar l'any 2008 quan es va atribuir la llicència d'exploració a Portugal Telecom, empresa que ja tenia el seu propi sistema de televisió de pagament, fent que es creara d'aquesta manera un conflicte d'interès amb l'agreujant de tenir el vist-i-plau dels dos reguladors i del govern mateix, fora quina fora la seua sigla. Cal esmentar que Portugal Telecom (o PT) fou empresa pública i hui és el principal proveïdor de continguts audiovisuals a Portugal. I encara, caldria considerar que l'any 2012 la cobertura digital no depassa el 87,5% de la població. Això i les querelles per la mutació de l'RTP2 al digital que provocaren la dimissió del director del canal, portaren grans polèmiques al país.
Escenari que, d'altra banda, es trobà també a França, país en què les teleoperadores tenen el seu propi oligopoli televisiu de forma que al país la televisió s'adquirix de pagament i automàticament just en disposar-se a demanar una línia telefònica, fet que deixa totalment de banda la televisió digital terrestre. Tot amb tot, a Portugal moltes llars es varen veure en l'obligació de contractar televisió per cable. En aquest sentit, l'Estat manté una querella als tribunals degut la concurs presentat al 2008 per tal d'obrir un cinquè canal generalista de caràcter nacional. Malgrat que s'hi presentaren dues candidatures (ZON i Tele5), el procés judicial n'ha foragitat una, Tele5, que va preferir deixar caure el projecte en trobar el procés judicial massa lent. La qüestió és que canals de pagament o regionals (CMTV, etc) sí estarien interessats en obrir senyal mitjançant TDT i l'Estat havia previst un nou concurs per al 2016 però, a la pràctica, el concurs ha estat postergat i encara se seguix sense poder obrir els ulls a la llum en el procés d'adjudicació de nous canals i de trànsit cap a la TDT.

### Altres plataformes de retransmissió televisiva
La televisió per cable és introduïda l'any 1992 mitjançant TV CABO MADEIRENSE, empresa ubicada a la regió autònoma de Madeira, ahui adquirida per NOS. A Portugal continental, el cable hi arriba dos anys més tard, amb el nom de TV Cabo. Concretament, sorgixen llavors l'empresa Cabovisão que comença a tenir notorietat transformant-se amb el temps en el quart operador per cable més comprat a Portugal. Altres petites operadores varen mirar de fer negoci. Fou el cas de TVtel, PluriCanal, Coimbratel o Bragatel. Aquest darrer fou el primer que decidí emetre a través d'Internet amb banda ampla.
Per tant, es pot dir que la introducció del cable a Portugal és força recent i per això mateix la transició cap a la televisió digital ha estat pràcticament simultània amb la introducció de la TDT. Fou vers el 2004 quan TVCabo resolgué fer el pas, moment en què a Portugal ja s'estava emetent televisió per Internet i en què també s'estava introduint la fibra òptica. Aleshores, el Consell de l'Audiovisual portuguès, l'ANACOM (Autoritat Nacional de Comunicacions) va obligar a tots els operadors de televisió per cable de servir-se de la nova tecnologia. Sense recursos o a causa de la inversió elevada, els operadors Coimbratel, Bragatel, PluriCanal i TVtel no aconseguixen renovar la llicència. Tanquen les portes. Per tal de mantenir això no obstant la clientela, ZON TV Cabo, nou en el mercat, compra els quatre operadors i es transforma amb Optimus, cosa que reduïx les opcions de tria a Portugal. En una òptica de competència, ZON TV Cabo opta per adquirir Optimus l'any 2012 i transformar-se en l'actual NOS. Mentrestant, Cabovisão ha procedit a un rentatge d'imatge. Hui es fa dir NOWO. És el primer que proposa una oferta a la demanda semblant a operadores foranes com ara Rakuten al Japó, però encara no és una oferta 100% IPTV com ara FilmON, Molotov TV o Salto a França i el Regne Unit.
L'arribada d'internet ha permès a molts operadors portuguesos aprofitar-se dels avantatges de les Smart-TV i proposar d'aquesta manera televisió per Internet. Des del 2007 que Portugal Telecom, ZON, TVCabo e MEO proposen aquest producte. El darrer, més delimitadament, és el més nou en el mercat, sorgit justament front l'oportunitat que representa Internet i la fibra òptica. Tot i això, la cobertura actual, ara com ara no depassa els dos terços de la població.

#### Multiplataforma
L'entrada de l'IPTV i d'Internet en general ha generat altres formes més de veure televisió: a la carta, en diferit, etc. D'entre les diverses possibilitats, el marcat ha ofert també a Portugal televisió via internet, ara mitjançant smartphone, tauleta o ara mitjançant box TV. Els canals de televisió clàssics, és a dir, els tres grans grups que es disputen el mercat són els qui oferixen aquest tipus de producte. Dintre d'aquest àmbit, fou més rellevant i important per a la seua implantació que TVI acabés sent comprat pel grup PRISA qui, del primer moment ençà, a més de renovar la imatge del canal, començà a proposar per primera volta, a la dècada dels 2010 nous canals de televisió, tots de pagament, així com disponibilitat via smartphone o tauleta.

## Especificitat del mercat televisiu portuguès

### Finançament públic
La televisió de "servei públic", teòricament, cerca defensar un major grau d'independència de la seua programació, car no està vinculada, purament, a criteris comercials. Amb això, no està subjecta de la mateixa manera als índexs d'audiències. A la pràctica, el servei públic de televisió ha de llançar programes que s'adapten a tots els teleespectadors de forma general, i el punt fort de l'RTP és la informació, inclosos els regionals. SIC es troba dins d'aquest context al mig, entre la programació de TVI (entreteniment) i de RTP (informació), i aconseguïx només així mateix mantenir-se en el mercat. No obstant això, a Portugal, un canal de televisió que tinga en el seu perfil el servei públic, ha de ser finançat i mantingut per l'Estat mitjançant pagaments de taxes o indemnitzacions compensatòries oferides per contracte o pressupost. Des del 2003, l'RTP va passar a complir els compromisos amb l'Estat (12 minuts per hora de publicitat dels quals només 6 revertixen a favor de l'RTP), de manera que el futbol n'és la major font d'ingressos. Aquests criteris són dels més antics del món. Això ha provocat controvèrsia a Portugal en quant al finançament mateix de les televisions públiques. El debat vira al voltant de la competència deslleial, entre canals temàtics, vist que no aconseguïxen pagar-se les despeses i el mercat publicitari no pot abastar els 3 canals.

### Doblatges i traduccions
Contràriament a molts països europeus, Portugal és dels pocs països en què queda estrictament prohibit emetre, en televisió o al cinema, pel·lícules, sèries o altre contingut estranger en doblatge. S'hi deixa bona part de la graella en mans de la subtitulació. Aquesta decisió prové de l'Estat mateix i data dels primers anys en què s'obrí la primera televisió al país. El govern del dictador Salazar prohibí que es doblessen les pel·lícules i les sèries per tal de defensar d'aquesta manera la indústria cinematogràfica portuguesa.
L'excepció a la regla es dona només per als dibuixos animats perquè, un cop restablerta la democràcia, s'ha considerat que calia que els nens poguessen disposar de contingut doblat per tal d'assegurar-se un bon aprenentatge auditiu del portuguès. Això fou així a partir de la dècada dels 1990, moment en què es donà als nous canals de televisió privats, analògics i per cable, l'autorització de passar a emetre en format doblat. Però, a la pràctica, cap canal portuguès emet en doblatge i només els dibuixos animats són doblats.
Des de l'estranger s'ha volgut veure, en plena globalització, aquest criteri com quelcom d'avantatjós, car permet al públic aprendre amb més facilitat l'anglès vist que el gros de continguts estrangers que s'emeten a Europa provenen dels països anglosaxons.

### Revistes dedicades a la programació televisiva
Vet aquí algunes revistes:
- TV 7 Dias
- TV Mais
- Mariana
- TV Guia

### Estrelles de la televisió portuguesa

#### Anys 1990
- Júlio Isidro

#### Anys 2000
- Teresa Guilherme
- Pedro Teixeira
- Júlia Pinheiro

#### Anys 2010
- Cristina Ferreira
- César Mourão
- Júlia Pinheiro
- Cláudia Ramos
- Fátima Lopes
- Rita Pereira
- Manuel Luís Goucha
- Pedro Teixeira

### Programes televisius d'èxit

#### Anys 1990
- Roda dos milhões

#### Anys 2000
- O preço certo
- Quem quer ser milionário?
- Alta Defenição
- Big Brother
- Bar da TV
- Academia das Estrelas
- Operação Triumfo
- Pop Idols
- Popstars
- Morangos com Açúcar
- Mão de Ouro
- Ilha da Tentação
- Fear Factor
- A Quinta das Celebridades

#### Anys 2010
- A Casa dos Segredos
- A tua cara não me é estranha
- The Voice
- Perdidos na tribo
- Top Chef
- Projeto Moda
- Joker
- Linha da Frente
- Não te Esqueças da Letra!
- Mental Samurai

## Llista de canals

### Emissions obertes
El país ja no emet des del 2012 per via analògica i tota la programació es transmet a través de televisió digital terrestre. Entre l'oferta televisiva gratuïta hi comptem vuit canals dels quals cinc són públics.
- RTP1
- RTP2
- SIC
- TVI
- ARTV¹
- RTP3
- RTP Memória
- Estudo em casa

Els territoris autònoms amb estatut d'autonomia propi, és a dir, els Açores i Madeira veuen alterada la graella d'oferta televisiva. En efecte, la Ràdio i Televisió Pública (RTP) emet per a cada territori una emissió especial de l'RTP1, és a dir, l'RTP Açores i l'RTP Madeira.
¹L'ARTV és un canal públic dedicat exclusivament a emetre les sessions parlamentàries de l'Assemblea Nacional portuguesa. Les seues emissions són gratuïtes però es limiten només a les sessions parlamentàries. Per a poder gaudir de més emissions s'ha de pagar.

### Per via satèl·lit
El lliure accés a 'oferta televisiva per satèl·lit està limitat i només es pot rebre de franc els canals públics i privats destinats exclusivament a emetre programació per a l'exterior. Són canals que emeten una part de la programació regular que s'emet a Portugal mateix però amb censura de les emissions susceptibles de plantejar problemes de drets d'autors com ara pel·lícules o sèries de televisió foranes. Tampoc no emeten els blocs publicitaris regulars i se substituïxen per publicitat del mateix canal o grup televisiu. Tot i això, la majoria d'operadors portuguesos oferixen els canals de cablat, nacionals com internacionals, mitjançant una fórmula de pagament, és a dir, els mateixos que s'obtindrien a Portugal, sense diferenciar-ne la regió en la qual hom habita. Els clients han de pagar mensualment a les companyies i emportar-se a casa una "box TV" específica que el proveïdor lloga.
Així, a Europa de franc es poden rebre:
- RTP Internacional
- SIC Internacional
- TVI Internacional

A l'Àfrica, en canvi, es rep:
- RTP África
- TVI África
- SIC Internacional África

La compra de televisió per satèl·lit mitjançant els teleoperadors ampliar considerablement l'oferta televisiva:
| - SIC Notícias - CNN Portugal - CM - MTV - Canal Panda | - SportTV - História (canal History) - VH1 - Eurosport - Odisseia (canal Odissea) | - Hollywood - Globo TV - AXN - Disney Channel - Nicklodoon | - Sporting TV - TLC - AR TV - Mezzo - Euronews | - Galícia TV - France 24 - CNBC - Sky News - Disney Junior | - National Geographyc - FOX Movies - MCM POP - RTP1 | - RTP2 - SIC - RTP3 - RTP Memória - TVI reality - SIC Radical - SIC Mulheres |

### Per cable
L'opció de televisió per cable és la més gran quant a oferta televisiva a Portugal. Hi ha prop de quatre operadors de telecomunicacions que ofereixen als seus clients una varietat de canals de pagament que inclouen grups nacionals, públics i estrangers. De forma general, tots els paquets o fórmules ofereixen de franc les televisions que s'emeten en obert i, pagant mitjançant una fórmula de primer grau, s'ofereixen televisions temàtiques de grups nacionals i estrangers (molts dels quals procedents de les antigues colònies). Les fórmules ampliades es destinen a un tipus de grup especialitzat, procliu a pagar més diners per tal de poder gaudir d'emissions amb drets d'autors molt restringides, com és el cas dels canals d'esport. Finalment, algunes fórmules inclouen els canals regulars en obert d'altres països, com ara els castellans, francesos o anglesos. Aquests depenen de forma general del públic emigrat que ha retornat al país i voldria poder gaudir de l'oferta televisiva del país que l'havia acollit. Tanmateix, normalment les ofertes televisives es limiten a uns pocs canals, de caràcter restringit, com ara les versions "internacionals" d'RTVE, BBC o TF1.
Canals portuguesos:
| - RTP1 - RTP2 - RTP3 - RTP Memória - SIC - TVI | - CNN Portugal - SIC Notícias - RTP Internacional - RTP África - RTP3 | - RTP Memória - SIC Internacional - SIC Radical - SIC Mulher - SIC Caras | - SIC K - TVI Ficção - TVI reality |

| Canals temàtics estrangers: - FOX Portugal - FOX Life - FOX Crime - FOX Comedy - FOX Movies | - Disney Channel - Nickelodeon - Biggs - Canal Panda - Disney Junior | - JimJam - Baby TV - Canal Panda - Panda Biggs - Cartoon Network Portugal | - National Geographic Channel - National Geographic HD - Odisseia - Discovery Channel | - Bio - History - MOV - VH1 - TLC | - CMTV - CBS Reality - AXN HD - AXN Black - AXN White (ha substituït Sony Entertainment Television) | - FOX HD - IConcerts - E! Entertainment Television - MTV Portugal | - AA&E - AMC (Portugal) - MGM Portugal - Canal Hollywood | - Syfy Portugal - MCS Lifestyle - Padre Pio TV - Telepace - Caçavisión |

| Canals de parla portuguesa fora de Portugal: - TV Globo Portugal - TV Canção Nova Portugal Canals d'accés restringit: - TVC1 - TVC2 - TVC3 - TVC4 - TVC1 HD - TVC2 HD | - TVSéries - TVCine - Sport TV 1 - Sport TV 2 - Sport TV 3 - Sport TV 4 - Sport TV 5 | - Sport TV + - Angelus TV - Benfica TV Canals estrangers no temàtics o oberts als països d'origen: - TVE Internacional - TV Galicia - TVE 24H | - FOX News - CNN - Sky News - BBC News - Al Jazira - RT |

### IPTV
La televisió per IPTV està disponible a través de diversos operadors de telecomunicacions. Concretament, MEO, Optimus Clix, Vodafone i Portugal Telecom ofereixen la mateixa oferta televisiva que s'obtindria per cable.